# Kiowa

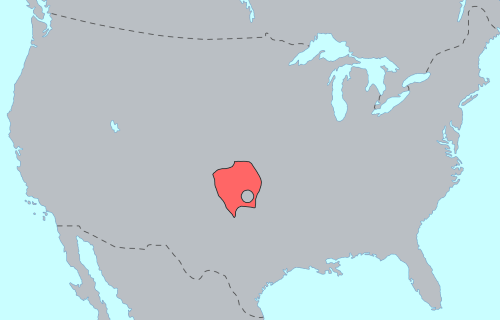
Territorio Kiowa

I Kiowa (IPA: /ˈkaɪoʊwə/) sono una nazione di nativi americani che migrarono da quello che ora è il Canada all'Oklahoma sud-orientale, dove vivono ancora oggi. La tribù Kiowa dell'Oklahoma è riconosciuta federalmente e conta 11.500 membri. I Kiowa parlano una lingua Uto-Azteca, classificata anche come un dialetto autonomo o, talvolta, come un dialetto Tanoan.
Nella lingua Kiowa, i Kiowa si chiamano [kɔ́j–gʷú], variamente scritti come Ka'igwu, Cáuigú, [Gáuigú, o Gaigwu, la maggior parte dato con il significato ipotizzato "Popolo principale". [8] La prima parte del nome è l'elemento [kɔ́j] (scritto Kae-, Cáui-, [Gáui, o Gai-] che significa semplicemente 'Kiowa'. La sua origine è perduta. Il secondo elemento -gua/gú [–gʷú] (o –gʷúɔ̯] in antico Kiowa) è un marcatore plurale.
I nomi antichi della tribù erano Kútjàu o Kwu-da [kʰʷút–tɔ̀] ("emergente" o "che esce rapidamente") e Tep-da [tʰép+dɔ̀ː], relativi al mito dell'origine tribale di un creatore che tira fuori le persone un tronco cavo fino a quando una donna incinta non si è bloccata. Successivamente, si chiamarono Kom-pa-bianta (Kòmfàubî̱dàu) [kòmpɔ̀+bį̂ː–dɔ̀] (tipi flap + big–plurale) per "persone con grandi lembi tipi", prima di incontrare le tribù delle pianure meridionali o prima che incontrassero uomini bianchi.
In inglese, Kiowa è pronunciato KYE-o-wuh [ˈkʰaɪ.o.wə], mai come KEE-o-wuh [ˈkʰi.o.wə]. Il nome inglese deriva da come i Comanche direbbero /kɔ́j–gʷú/ nella loro lingua. Alcuni Kiowa più anziani diranno Kiowa come KYE-waw [ˈkʰaɪ.wɑː].
Nella lingua dei segni indiana delle pianure, Kiowa si esprime tenendo due dita dritte vicino al bordo esterno inferiore dell'occhio destro e spostando queste dita indietro oltre l'orecchio. Ciò corrispondeva all'antica pettinatura Kiowa tagliata orizzontalmente dal bordo esterno inferiore degli occhi alla parte posteriore delle orecchie. Questa era una pratica funzionale per evitare che i loro capelli si aggrovigliassero mentre lanciavano una freccia da una corda dell'arco. George Catlin ha dipinto i guerrieri Kiowa con questa acconciatura.

## Storia

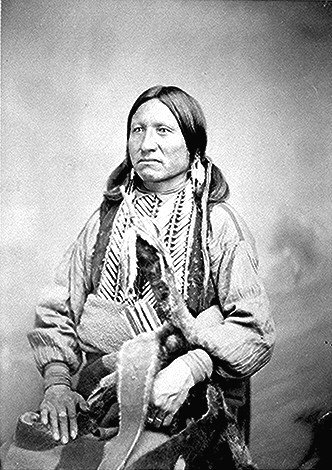
Un capo Kiowa, Uccello Scalciante, verso il 1870

### Formazione
Mentre i Kiowa (propriamente detti "suddivisi in sei bande") appartenevano al gruppo linguistico Kiowan/Tanoan del ceppo Uto-Aztecan, i Kataka (c. d. Kiowa-Apache) appartenevano al ceppo Athapascan e avevano la medesima origine etnica degli Apache, ma si unirono ai primi fin dall'inizio dell'epoca storica, entrando a far parte della nazione come popolo confederato; giunsero nelle terre del Colorado sud-orientale e Kansas sud-occidentale (trovandosi i Comanche come vicini meridionali) forse verso il XIX secolo, provenienti dalle regioni delle Rocky Mountains e dello Yellowstone River, nel Montana, attraverso la regione dei Black Hills; stabilitisi nella regione dei Black Hills e del bacino del Little Missouri River, del Powder River e del Tongue River, i Kiowa ne furono respinti dagli Cheyenne, provenienti a propria volta dal Minnesota, forse intorno al 1700, e si spostarono gradualmente verso il Colorado e verso l'Arkansas River; furono amici degli Absaroke (Crow), coi quali stabilirono un'alleanza all'incirca nel 1700, e dei Nitsitapi, prima di essere respinti verso sud dai Teton Dakota intorno al 1775, scontrandosi poi con gli Ute, i Navajo, i Comanche (coi quali ultimi, a conclusione di circa un quarantennio di ostilità, finirono per stringere, nel 1790, una saldissima alleanza), i Cheyenne e gli Arapaho (ai quali tale alleanza si estese successivamente, nel 1840, a conclusione di un ulteriore lungo periodo di guerre), i Pawnee, gli Osage e i Tonkawa, e successivamente, con i Messicani, i Texani e gli Statunitensi.

### Insediamento nelle pianure meridionali
Sotto la guida di Lupo Disteso (Gui-k'ati) e di Labbro-di-Lepre (Poliakya) i Kiowa stipularono, approssimativamente nel 1790, un trattato di pace e alleanza coi Comanche (coi quali avevano già intrattenuto alterni rapporti nei territori settentrionali) diventandone solidi e fedeli alleati non soltanto contro nemici tradizionali quali gli Osage e i Pawnee, ma anche contro nazioni più recentemente addentratesi nelle pianure meridionali, quali gli Cheyenne e gli Arapaho.
Falcidiati dal vaiolo nel 1801, come le altre nazioni stanziate tra il Missouri River e il Golfo del Texas, anche i Kiowa furono all'incirca dimezzati. Nel 1803, forse anche in conseguenza dell'epidemia, secondo la ricostruzione effettuata dal ten. Zebulon Pike, i Kiowa furono respinti dai Teton Dakota fino alle sorgenti del Platte e dell'Arkansas Rivers, al confine settentrionale del territorio Comanche, trovandosi in stato di guerra con gli stessi Teton, i Pawnee e gli Ute. Nel 1804 la spedizione dei capitani Meriwether Lewis e William Clark ebbe notizia circa la presenza dei villaggi Kiowa situati all'epoca lungo il Padouca Fork del Republican River, incontrando bande Kiowa (stimate, complessivamente, in 140 tepee con 400 guerrieri e circa 1.400 individui) e Kataka (stimata in 25 tepee con 75 guerrieri e circa 400 individui). Nello stesso periodo si affermò come capo principale del popolo Kiowa Casco-di-Penne (Tsonbohon). Uomo dell'Isola (A’date), si affermò come capo di guerra con Casco-di-Penne (Tsonbohon), per succedergli poi come capo supremo della nazione; l'uno o l'altro, verosimilmente, comandavano la nazione Kiowa nel 1820 e nel 1821-1822, quando alcune spedizioni statunitensi (magg. Stephen H. Long, cap. John R. Bell, dott. Edwin James; col. Hugh Glenn e Jacob Fowler) raggiunsero i loro villaggi.
Nella tarda primavera 1833 gli Osage assalirono, in assenza della maggioranza dei guerrieri, impegnata in una spedizione contro gli Ute, il villaggio di Uomo-dell'Isola (A'date) presso l'Otter Creek, nella regione del basso corso del Washita River, uccidendo, in un massacro indiscriminato di donne, vecchi, bambini e pochi guerrieri, 150 Kiowa e altri (donne e bambini) conducendone via come prigionieri (dal che il nome Cutthroat Gap poi attribuito alla località) e impadronendosi di uno dei Tai'me (idoli sacri) dei Kiowa: A'date fu destituito dal comando, e sostituito quale capo supremo da Piccola Montagna (Dohasan), affiancato dal capo di guerra Orso Seduto (Satank). Nel giugno 1834 i colonnelli Henry Dodge (1° Dragoni), Stephen Watts Kearney e Henry Leavenworth lasciarono Fort Gibson al comando di una spedizione di 400 dragoni per prendere contatto con i Comanche e i Kiowa, stabilendo rapporti pacifici.
La pace tra le alleanza Comanche e Kiowa, e Cheyenne e Arapaho (per la quale gran parte dl merito compete a Satank) sopravvenne nel 1840 creando uno schieramento di nazioni di cavalieri, a nord strettamente collegata coi Dakota, capace di contrapporsi per un trentennio all'invasione bianca.

### L'ultima resistenza
La guerra di secessione fra "nordisti" e "sudisti" risvegliò fra gli Indiani aspirazioni a liberarsi della presenza dei bianchi. I Kiowa rifiutarono, a differenza di parte degli alleati Comanche, di sottoscrivere il trattato di Fort Cobb (febbraio 1861) col rappresentante confederato brig. gen. Albert Pike.
Dopo la morte del capo supremo Piccola Montagna (Dohäsan) nel 1866, Lupo Solitario (Guipago) divenne capo supremo della nazione Kiowa, ma Orso Bianco (Satanta) e Uccello Scalciante (Tene-angopte), quest'ultimo più giovane dei rivali, ma sostenuto dal prestigioso sciamano Senza Mocassini (Napawat), erano in competizione fra loro e con lui. Alla fine si stabilì una solidarietà profonda tra Lupo Solitario e Orso Bianco, fieramente ostili alla politica di accomodamento nei confronti degli invasori bianchi, in contrapposizione a Uccello Scalciante, fautore dell'accordo con costoro, mentre l'anziano Orso Seduto continuò a guidare i Koitsenko non curandosi di conquistare la guida dell'intera nazione Kiowa. Nel 1867 Orso Seduto firmò il trattato di Medicine Lodge con Orso Bianco ed altri capi Kiowa (ma non Lupo Solitario, che rifiutò di sottoscrivere un documento che considerava una trappola).
Dopo il massacro ai danni degli Cheyenne commesso dalla 7º Cavalleria avvenuto il 27 novembre 1868 e la reazione degli Indiani (Comanche, Kiowa, Arapaho) con la distruzione dello squadrone del magg. J. Elliott, il 17 dicembre dello stesso anno, Lupo Solitario e Orso Bianco, invitati a parlamentare con Custer, furono arrestati (sarebbero stati liberati soltanto nel febbraio 1869, dopo averli usati come strumento di ricatto per ottenere la resa dei Kiowa).
Nel 1871, in una fase di aspro contrasto tra gli Indiani non ancora domati e gli invasori bianchi, Orso Seduto, Orso Bianco e il giovane Grande Albero furono arrestati dai militari per una scorreria culminata nel massacro della Carovana Warren, scorreria condotta in realtà insieme ad altri, quali lo sciamano Colui-che-cammina-nel-Cielo (Mamanti) e verosimilmente Lupo Solitario, Grande Arco (Zepko-ete) e il giovane Cavallo Bianco (Tsen-tainte); nonostante il tentativo di Lupo Solitario, armi in mano, di opporsi all'arresto degli altri capi, i tre, in ceppi, furono avviati sotto scorta militare alla prigione di Jacksboro in Texas; durante il percorso, Orso Seduto si liberò aggredendo gli uomini della scorta, e fu da essi ucciso.
Orso Bianco e Grande Albero furono condannati a morte, ma la condanna fu commutata nella reclusione a vita a Huntsville, per costringere il capo supremo Lupo Solitario e i Kiowa a sottomettersi al confino nella riserva; l'impegno di Lupo Solitario (che pose un incontro coi due prigionieri come precondizione per guidare una delegazione a Washington nel settembre 1872, e ivi ottenne dal Commissario per gli Affari Indiani E.P. Smith la promessa della loro liberazione) negli anni successivi, con la minaccia, a fronte dei continui rinvii, di scatenare una nuova guerra che i bianchi avrebbero vinto soltanto a caro prezzo, condusse alla liberazione condizionale di Orso Bianco e Grande Albero e al loro ritorno fra i Kiowa nel settembre 1873.
Nel 1874, di fronte allo sterminio dei bisonti perpetrato dagli "hidemen", i Comanche e gli Cheyenne meridionali si sollevarono lungo il Red River, e Lupo Solitario, Orso Bianco, Colui-che-cammina nel-Cielo, Grande Arco, Cuore-di-Donna e Cavallo Bianco, coi propri Kiowa, si unirono ai rivoltosi, partecipando all'attacco contro gli "hidemen" asserragliati ad Adobe Walls (27/06/1874) e alla successiva resistenza nella regione di Palo Duro Canyon.
Orso Bianco si arrese nel settembre 1874 e fu rimandato ad Huntsville, ma decise di non trascorrere il resto della vita in prigione e si uccise l'11 ottobre 1878; Lupo Solitario affrontò ancora le truppe a Lost Valley, e fu costretto alla resa nel febbraio 1875; Uccello Scalciante fu incaricato di selezionare il gruppo dei Kiowa destinati alla deportazione a Fort Marion (St. Augustine, Florida), e Lupo Solitario fu incluso insieme a Cuore-di-Donna, Colui-che-cammina-nel-Cielo e Cavallo Bianco; Orso Bianco era già destinato al ritorno alla prigione di Huntsville, mentre Grande Albero e Grande Arco non furono compresi fra i 26 destinati a Fort Marion. Condannato per ribellione e deportato a Fort Marion, dove imperversavano malaria e altre malattie, e ammalatosi di malaria durante la detenzione, Lupo Solitario fu ricondotto a Fort Sill nel 1879, dove morì nel luglio 1879.
Quanto ai capi "collaborazionisti", Uccello Scalciante, maledetto al momento della partenza per la deportazione dal "profeta" Colui-che-cammina-nel-Cielo, morì il 4 maggio 1875. Tre mesi dopo, a Fort Marion, morì anche Colui-che-cammina-nel-Cielo, mentre Senza Mocassini morì nell'estate 1876.